# Auergesellschaft
Auergesellschaft est une entreprise industrielle allemande fondée en 1892 et dont le siège est établi à Berlin-Friedrichshain.
Jusqu'à la fin de la Seconde Guerre mondiale, Auergesellschaft effectuait de la recherche dans les domaines des manchons à incandescence, de la luminescence, des terres rares, de la radioactivité et des composés de l'uranium et du thorium.
En 1934, la société est rachetée par la société allemande Degussa. En 1939, leur usine d'Oranienbourg commence la production à l'échelle industrielle d'oxyde d'uranium à haute pureté.
À la fin de la Seconde Guerre mondiale, Auergesellschaft envoie de l'équipement, du matériel et du personnel en Union soviétique pour développer leur projet d'arme nucléaire.
En 1958, Auergesellschaft fusionne avec Mine Safety Appliances Corporation, une société multinationale américaine, et devient une société à responsabilité limitée en 1960.